# Болотный канюк
Болотный канюк (лат. Buteo albonotatus) — вид птиц из семейства ястребиных. Подвидов не выделяют.

## Распространение
Обитают в Северной, Центральной и Южной Америке. Детали распространения и гнездования недостаточно изучены.

## Описание
Длина тела 45-56 см, размах крыльев 119—140 см, вес 610—940 г.
В целом гладко-чёрные со слабым коричневатым оттенком, за исключением хвоста с двумя или тремя светлыми полосами (кажутся белыми снизу, серыми сверху).
Самцы и самки похожи, но самка в среднем немного крупнее и выглядит несколько более плотно сложенной, чем самец, а рисунок хвостовых перевязей отличается.

## Биология
Рацион в основном состоит из позвоночных (птицы, в особенности воробьинообразные, млекопитающие, земноводные и рептилии, редко рыба).